# Burke County (North Carolina)
Burke County ist ein County im Bundesstaat North Carolina der Vereinigten Staaten. Der Verwaltungssitz (County Seat) ist Morganton am Catawba River, das nach Daniel Morgan benannt wurde, einem General im Amerikanischen Unabhängigkeitskrieg.

## Geographie
Das County liegt im Westen von North Carolina, ist im Nordwesten etwa 35 km von Tennessee, im Süden etwa 50 km von South Carolina entfernt und hat eine Fläche von 1334 Quadratkilometern, wovon 21 Quadratkilometer Wasserfläche sind. Es grenzt im Uhrzeigersinn an folgende Countys: Caldwell County, Catawba County, Cleveland County, Rutherford County, McDowell County und Avery County.
Burke County ist in 13 Townships aufgeteilt: Drexel, Icard, Jonas Ridge, Linville, Lovelady, Lower Creek, Lower Fork, Morganton, Quaker Meadows, Silver Creek, Smoky Creek, Upper Creek und Upper Fork.

## Geschichte

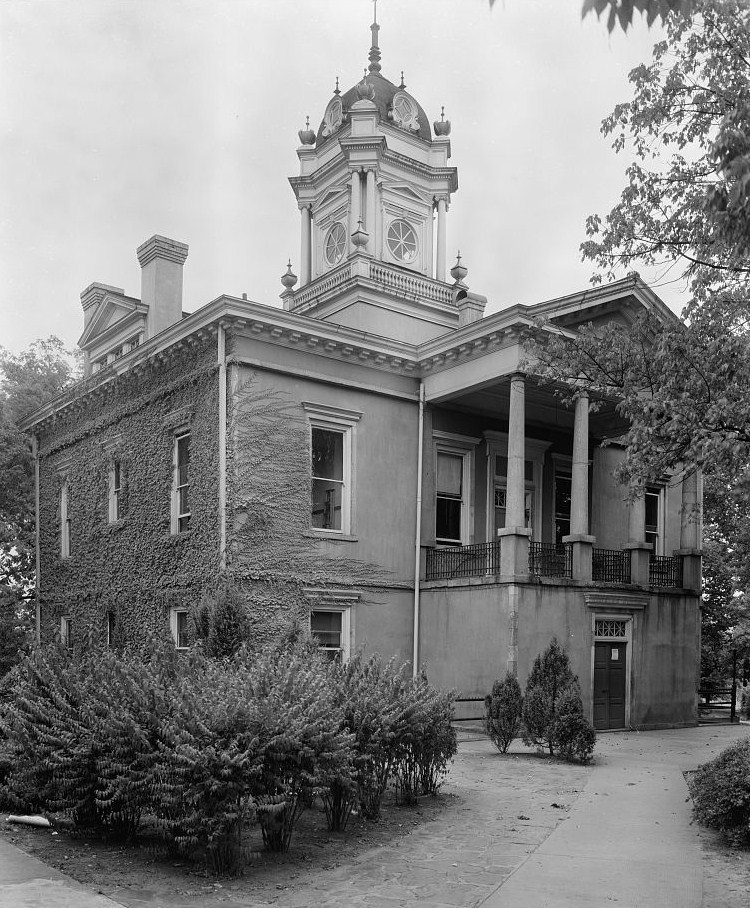
Ehemaliges Burke County Courthouse, gelistet im NRHP mit der Nr. 70000443

Burke County wurde am 8. April 1777 aus Teilen des Rowan County gebildet. Benannt wurde es entweder nach Thomas Burke, einem Mitglied im Kontinentalkongress und Gouverneur von North Carolina, oder nach dem Staatsphilosophen Edmund Burke.

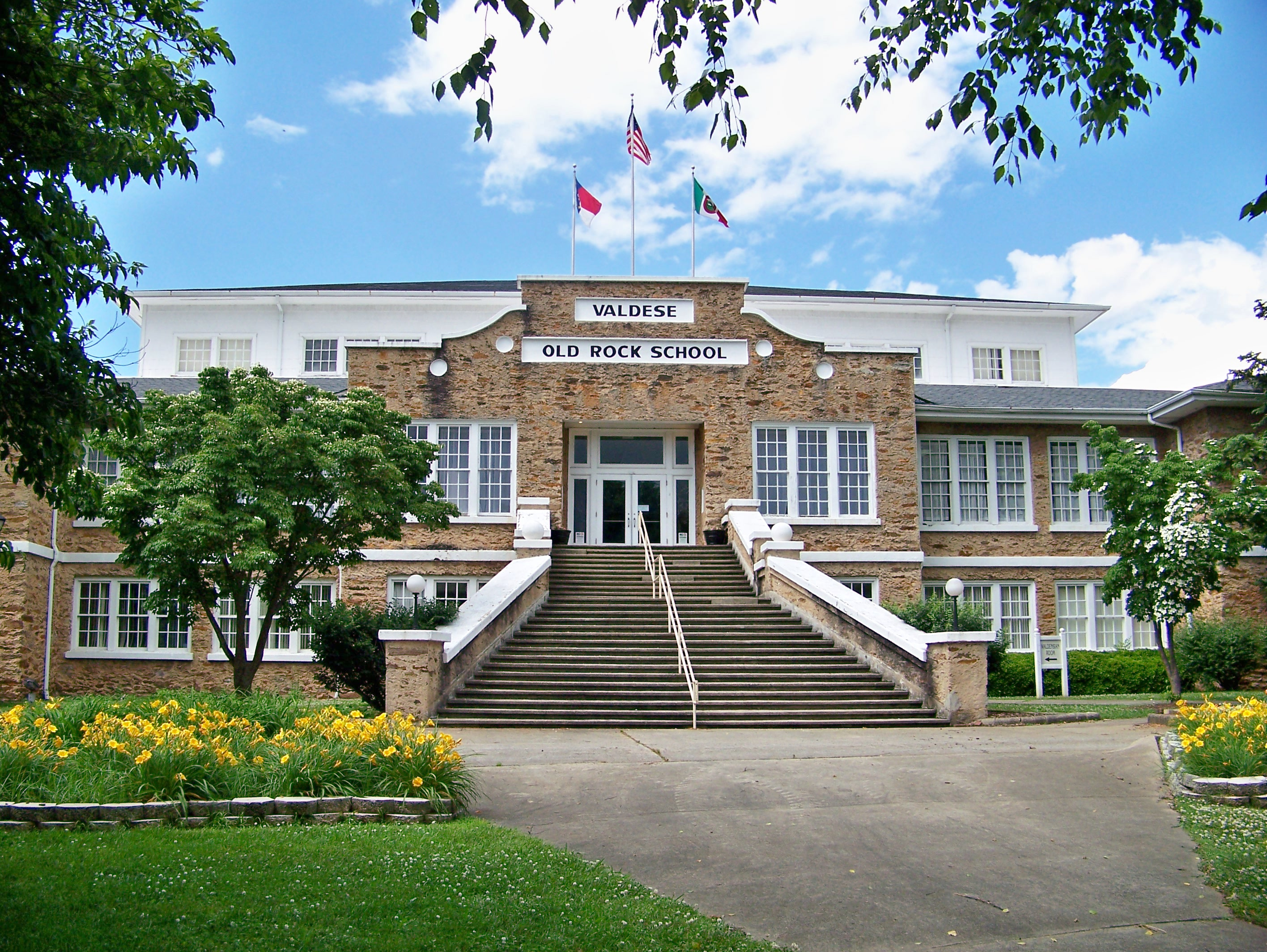
Die Valdese Elementary School (2013) ist einer von 38 Einträgen des Countys im NRHP.

38 Bauwerke und Stätten des Countys sind insgesamt im National Register of Historic Places eingetragen (Stand 23. Februar 2018).

## Demografische Daten
Nach der Volkszählung im Jahr 2000 lebten im Burke County 89.148 Menschen in 34.528 Haushalten und 24.342 Familien. Die Bevölkerungsdichte betrug 68 Einwohner pro Quadratkilometer. Ethnisch betrachtet setzte sich die Bevölkerung zusammen aus 86,01 Prozent Weißen, 6,71 Prozent Afroamerikanern, 0,30 Prozent amerikanischen Ureinwohnern, 3,48 Prozent Asiaten, 0,21 Prozent Bewohnern aus dem pazifischen Inselraum und 2,17 Prozent aus anderen ethnischen Gruppen; 1,11 Prozent stammten von zwei oder mehr Ethnien ab. 3,57 Prozent der Bevölkerung waren spanischer oder lateinamerikanischer Abstammung.
Von den 34.528 Haushalten hatten 31,0 Prozent Kinder unter 18 Jahren, die bei ihnen lebten. 54,9 Prozent davon waren verheiratete, zusammenlebende Paare, 11,0 Prozent waren allein erziehende Mütter und 29,5 Prozent waren keine Familien. 25,5 Prozent waren Singlehaushalte und in 9,9 Prozent lebten Menschen mit 65 Jahren oder älter. Die Durchschnittshaushaltsgröße betrug 2,48 und die durchschnittliche Familiengröße war 2,94 Personen.
24,0 Prozent der Bevölkerung waren unter 18 Jahre alt. 8,9 Prozent zwischen 18 und 24 Jahre, 29,6 Prozent zwischen 25 und 44 Jahre, 24,0 Prozent zwischen 45 und 64, und 13,4 Prozent waren 65 Jahre alt oder älter. Das Durchschnittsalter betrug 37 Jahre. Die Verteilung zwischen Männern und Frauen war jeweils ca. 50 %.
Das jährliche Durchschnittseinkommen eines Haushalts betrug 35.629 $ und das jährliche Durchschnittseinkommen einer Familie betrug 42.114 $. Männer hatten ein durchschnittliches Einkommen von 27.591 $ gegenüber den Frauen mit 21.993 $. Das Prokopfeinkommen betrug 17.397 $. 10,7 Prozent der Bevölkerung und 8,0 Prozent der Familien lebten unterhalb der Armutsgrenze. 13,6 Prozent von ihnen sind Kinder und Jugendliche unter 18 Jahre und 12,5 Prozent sind 65 Jahre oder älter.